# Aaron Chancellor Miller
Aaron Chancellor Miller (* 11. Mai 1993 in Lexington, Kentucky) ist ein ehemaliger US-amerikanischer Filmschauspieler und Tänzer.

## Kurzbiografie
Aaron Chancellor Miller, jüngstes von vier Geschwistern, wuchs mit seinem älteren Bruder bei seiner alleinerziehenden Mutter in Maysville (Kentucky) auf. Als Kleinkind war Miller vom Tanzen begeistert, so dass er an einigen Wettbewerben teilnahm und 2003 in Los Angeles zum Kindertänzer des Jahres gewählt wurde.
Bestärkt durch die Auszeichnung siedelte Chancellor Miller mit seiner Familie nach Valencia (Kalifornien) und konnte bald darauf erste Auftritte in Werbespots ergattern.
Zudem wurde Chancellor Miller Mitglied der neunköpfigen Jungentanzgruppe JammX, mit der er 2006 auf US-Tournee ging, und die, produziert von Randy Jackson, eine Single mit dem Titel Keep you dancing publizierte.
2003 erfolgte in einer Episode von Die wilden Siebziger Millers Schauspieldebüt. Zunächst auf Gastauftritte in Fernsehserien beschränkt, erfolgte Millers Durchbruch 2007 in der Literaturverfilmung Die drei ??? – Das Geheimnis der Geisterinsel. Es folgte 2009 Die drei ??? – Das verfluchte Schloss.

## Filmografie

### Fernsehserien
- 2003: Die wilden Siebziger (That '70s Show)
- 2004: Keine Gnade für Dad (Grounded for Life)
- 2004: Emergency Room – Die Notaufnahme (ER)
- 2004: Las Vegas (Las Vegas)
- 2005: Monk (Monk)
- 2006: Malcolm mittendrin (Malcolm in the Middle)
- 2007: Crossing Jordan – Pathologin mit Profil (Crossing Jordan)
- 2007: Alles Betty! (Ugly Betty)

### Spielfilme
- 2007: Die drei ??? – Das Geheimnis der Geisterinsel (The Three Investigators and the Secret of Skeleton Island)
- 2009: Die drei ??? – Das verfluchte Schloss (The Three Investigators and the Secret of Terror Castle)
- 2009: Meteoriten – Apokalypse aus dem All  (Meteor)